# فريد فريث
فرد فريث (بالإنجليزية: Fred Frith) (و. 1949  م) هو عازف قيثارة، وملحن، وعازف كمان، وعازف قيثارة جاز بريطاني، يستخدم آلات غيتار البيس، وكمان.

## التعليم
تعلم في كلية المسيح في جامعة كامبريدج ‏.

## وصلات خارجية
- فريد فريث على موقع IMDb (الإنجليزية)
- فريد فريث على موقع ألو سيني (الفرنسية)
- فريد فريث على موقع ميوزك برينز (الإنجليزية)
- فريد فريث على موقع أول موفي (الإنجليزية)
- فريد فريث على موقع قاعدة بيانات الأفلام السويدية (السويدية)
- فريد فريث على موقع إن إن دي بي (الإنجليزية)
- فريد فريث على موقع أول ميوزيك (الإنجليزية)
- فريد فريث على موقع ديسكوغز (الإنجليزية)
- فريد فريث على موقع قاعدة بيانات الفيلم (الإنجليزية)
- فريد فريث على موقع كينوبويسك (الروسية)